# 西原さつき
西原 さつき（にしはら さつき、1986年〈昭和61年〉5月24日 - ）は、日本の歌手、ボーカリスト、ボイストレーナー、女優、モデル、タレント、ナレーター。愛称は「さつきぽん」や「さつきりん」。男性の女性化を支援する「乙女塾」の創立者、代表講師。Miss International Queenの出場者で、2013年および2015年に本選上位10名入賞、2015年にはミス・フォトジェニック賞を受賞した。2018年1月のNHKドラマ10「女子的生活」に出演し、志尊淳のトランスジェンダー指導も担当。草彅剛主演映画『ミッドナイトスワン』では脚本監修も担当した。資生堂や菅公学生服のトランスジェンダー企画にも協力。クリエイターやアーティスト達の活動の場「スタジオさつきぽん」も運営する。

## 来歴・人物

### 幼少期
1986年生まれ、愛知県名古屋市出身。男子として出生。家族構成は父と母と姉。幼少期から自身の性別に強い違和を感じながら、小学校6年次には生徒会長を務める。中学校では男性化する自分の体や、女性らしくできず、自分を偽ることに生きづらさを感じるようになる。上戸彩が性同一性障害の生徒を演じた『3年B組金八先生』を見て、性同一性障害を自覚する。親から「男らしくしなさい」と言われることもあり、後に14歳の頃が最もつらかったと語っている。
高校は愛知県立天白高等学校に進学。高校生の頃から中性的な装いをするようになり、16歳から女性ホルモンも開始。親に内緒でアルバイトもするようになる。「男らしくしなさい」と言う母親との関係に亀裂が生じ、16歳で実家を出る。行き着いた先のLGBTのコミュニティーにて性的少数者同士で集まり、ルームシェア生活を送りながら高校を卒業した。

### 女性として
大学では服装はデニムやパーカーといった中性的なものであったが、髪型はショートボブにし、化粧もするようになる。就職活動では男性の履歴書ながら女性の服装で面接に臨んだという。大学卒業後は一度アパレルメーカーに就職するが通称の使用が認められず、ウェブ広告の広告代理店では営業職として転職。当時としては理解がある会社でトイレや健康診断も女性としての待遇を受ることができ、「初めて人間扱いされた」と回想している。
3年程会社勤めをした後、性別適合手術をきっかけに退職。2013年、26歳の時に性別適合手術を受ける。手術にあたっては父と姉は賛成してくれたものの、母親は反対だったという。その後は母親の賛成も得られ、名前を女性名に変更し、戸籍も女性に変更する。東京に転居。同年タイで開催されたMiss International Queen2013に出場し、本選上位10名入賞。
さらに女装ニューハーフイベント「プロパガンダ」に関与するようになり、2014年4月には創立者から主催者を引き継いだ。2014年に発行された川本直の著書『「男の娘」たち』では、カバーモデルを務めている。2015年に再びMiss International Queenに出場、本選上位10名に入賞し、「ミス・フォトジェニック賞」を受賞する。2016年3月で「プロパガンダ」は終了。同年5月30日、NHK教育の「ハートネットTV」に出演する。

### タレント・支援活動
2016年6月に男性の女性化を支援するレッスンスクール「乙女塾」を立ち上げる。2017年の東京レインボープライドでは資生堂のメイクモデルとなり、トークイベントにも出演。2017年10月に出演したインターネットテレビAbemaTVの「Wの悲喜劇」ではトランスジェンダーがバラエティ番組に出演する際の苦労を語った。また、別のインタビューで「理想の世の中」を尋られた際には、「トランスジェンダーの人たちが、もっと普通に女性として生きていける社会」と答えている。
2018年1月のNHKドラマ10「女子的生活」では主人公である志尊淳のトランスジェンダー指導を行い、自身も友人役で出演する（テレビドラマ初出演）。同年6月には東京大学教授の安冨歩が安田講堂で開催したファッションショーにも参画し、同年12月には早稲田大学GSセンターが資生堂協賛で実施した講演会にも出演した。
岡山県の菅公学生服の取り組みにも協力。2020年1月、著書『女の子って魔法だよね』が発売される。同年3月に公開予定のテレビドラマ「三浦部長、本日付で女性になります」においても、トランスジェンダー指導を担当。草彅剛がトランスジェンダー役を務める2020年公開の映画『ミッドナイトスワン』では、脚本監修を担当した。

### 活動の発展
声優の勉強もしており、2021年9月に声優学校を卒業。2022年6月から芸能事務所のワタナベエンターテインメントに文化人として所属する。2022年5月、歌手デビュー。音楽活動などを行い、トランスジェンダーも雇用する「スタジオさつきぽん」を設立している。2024年3月、乙女塾やスタジオさつきぽんの活動への集中やコミュニティへの還元、新たな表現活動の展開のため、ワタナベエンターテインメントを退所。

## 支援・指導

### 乙女塾
乙女塾は女性化レッスンを行う教室で、2016年から活動を開始。西原は代表を務めるとともに、ボイスコースでレッスン講師を担当する。新宿における正式な開業は2017年11月17日で、2022年現在は東京都世田谷区に会場を設け、株式会社プニー 乙女塾projectが運営する。女性らしさが身につくまで1年ほど、早くても半年はかかるといい、少年から中年まで広い年齢層を集め、女性らしさを磨きたい女性も参加。2021年現在で受講生は約700名に達している。
2019年のMiss International Queen日本予選には、西原が指導したトランスジェンダーが出場している。また、「西原さつきFRIDAY by 乙女塾」や「西原さつきプロデュース 乙女塾福袋」といったイベントにも参画し、GID学会における資生堂の企画でも乙女塾から西原とNAOが講演した。コロナ禍でも受講者は増え、西原は居場所としての乙女塾の意義を再認識。FTMトランスジェンダーやノンバイナリーも訪れているという。

### スタジオさつきぽん
「スタジオさつきぽん」はトランスジェンダー当事者を積極的にアーティストやクリエイター、スタッフとして雇用しており、「ジェンダー平等」と「貧困問題解決」をテーマとしている。2023年時点で12 - 13名ほどのスタッフを抱え、音楽活動や朗読劇、イベントに取り組んでいる。音楽プロジェクト三部作として、「ここから始まる運命の詩」、「自分流ダイレクション」、「30年後のラブソング」をリリース。「30年後のラブソング」の作詞は西原が手掛けた。また、「あいのまほう」では作詞・作曲・編曲の全てを手がけている。

### トランスジェンダー指導
西原はMTF（Male To Female）トランスジェンダー役の演技を指導を行っており、
- テレビドラマ「女子的生活」（NHKドラマ10、2018年1月放映） - 志尊淳の演技指導[4][10][11]
- テレビドラマ「三浦部長、本日付で女性になります」（NHK、2020年3月21日放映） - ムロツヨシの演技指導[47]
- テレビドラマ「ディア・ペイシェント～絆のカルテ～」（NHKドラマ10、2020年7月31日放映） - 戸塚純貴の演技指導[66][67]
- 映画「ミッドナイトスワン」（内田英治 監督・脚本作品） - 脚本監修、主演草彅剛の演技指導[14][48]
- テレビドラマ「半径5メートル」（NHKドラマ10、2021年）- 北村有起哉の演技指導[68]
- テレビドラマ「六本木クラス」（テレビ朝日、2022年）[69]

といった実績がある。「女子的生活」主演の志尊淳は『2018年度（第73回）文化庁芸術祭』の放送個人賞を、「ミッドナイトスワン」主演の草彅剛は第63回ブルーリボン賞主演男優賞や第44回日本アカデミー賞最優秀主演男優賞を受賞している。また、「半径5メートル」に出演した北村有起哉はトランスジェンダー役への挑戦をブログに記し、2021年6月のLINE BLOG月間MVPを受賞している。

### 講演活動
- 平成30年度人権週間記念講演会「自分らしく生きること」（北九州市、2018年12月5日）[72]
- 「虹色の式典in彩の国さいたま～第2回LGBT成人式@さいたま～」（さいたま共済会館、2017年11月25日）- 三ツ矢雄二とのトークセッション[73]
- 「「女性らしさ」を超える～本当の自分に出会うために～」（早稲田大学GSセンター[注 2]主催、資生堂など協賛、2018年12月21日）[45]
- 「性の多様性について考える講演会」（愛知県立天白高等学校、2020年11月9日）[5]
- 「性の多様性と子どもたち「私らしさと、やさしさと。」（日本母性衛生学会オンライン開催、2021年9月29日）[74]

## 主な出演

### 映画
- ドキュメンタリー映画『You decide.（息子のままで、女子になる）』（サリー楓 主演、杉岡太樹 監督作品）[75][76][注 5]

### テレビ
（ドラマ）
- ドラマ10「女子的生活」（NHK）[10] - 「ともちゃん」役[18]

（CM）
- テレビCM『この性を生きる』（東海テレビ放送）[77][20][7] - 「2017 57th ACC TOKYO CREATIVITY AWARD フィルム部門 ACCゴールド賞」受賞[20][78]

（その他）
- プリティウーMEN（BSスカパー！） - レギュラーMC[16]
- NHKハートネットTV「ブレイクスルー File.53 生きづらいなら変えちゃえば? トランスジェンダー・さつき」（NHE Eテレ）[17]
- NEWSな2人「性的少数者の怒り！LGBT偏見問題徹底討論！」（TBS）[79]
- ごごナマ おいしい金曜日（NHK総合）[80]
- NHKハートネットTV「にじいろWeek 歌川たいじ×西原さつき」（NHK Eテレ）[81]
- ナカイの窓「ナカイの窓×新宿二丁目」（日テレ系）[82]
- 「人生が変わる1分間の深イイ話」（日テレ系）[83][84]
- めざまし8（フジテレビ系、2021年9月27日） - コメンテーター[85]
- 阿佐ヶ谷アパートメント（NHK総合、2022年5月16日）[86][87][88]
- バリバラ〜障害者情報バラエティー〜（NHK Eテレ、2023年8月11日）[89]

### インターネットテレビ
- Wの悲喜劇「#26 テレビのせい? LGBTブームがヤバい」（AbemaTV）[90][91][40]

### ラジオ
- 「渋谷のサンデー ～神二の愉快な仲間たち～」（渋谷のラジオ）[1]

### イベント
東京レインボープライドでは、2017年に資生堂のメイクアップショーでモデルを担当し、トークショーにも登壇。2019年にもトークショーに登壇していた。また、以下のようなトークショーにも出演している。
- 「セーラームーン×モンストコラボ」スペシャルトークセッション）- りゅうちぇると共演[94]。
- 写真展「OUT IN JAPAN」トークショー（京都マルイ） - 松中権、レスリー・キー、川上全龍らと共演[95]。

## 著書
- 西原さつき 著、LIE イラスト『女の子って魔法だよね』厚有出版、2020年1月、ISBN 978-4906618910[13][96]。

## シングル
- 「スタジオさつきぽん」制作音楽プロジェクト[62][63][64]

1. 「ここから始まる運命の詩」 - 齊藤庸介 作曲・作詞[62]
2. 「自分流ダイレクション」- 齊藤庸介 作曲・作詞[63]
3. 「30年後のラブソング」- 齊藤庸介 作曲、西原さつき 作詞[64]
4. 「アイスクリームハニー」-たかはっP 作曲、西原さつき 作詞[97]
5. 「さよならスターライト」- 2997 作曲、西原さつき 作詞[98]
6. 「あいのまほう」 - 西原さつき 作曲・作詞・編曲[65]

## 受賞歴
- 2013年 - Miss International Queen2013 本選上位10名入賞[25]
- 2015年 - Miss International Queen2015 本選上位10名入賞[26]・「ミス・フォトジェニック賞」受賞[19]
- 2017年 - 全日本シーエム放送連盟 2017 57th ACC TOKYO CREATIVITY AWARD フィルム部門 ACCゴールド賞 受賞[20]